# Xanthomelanodes californicus
Xanthomelanodes californicus är en tvåvingeart som beskrevs av Townsend 1908. Xanthomelanodes californicus ingår i släktet Xanthomelanodes och familjen parasitflugor. Inga underarter finns listade i Catalogue of Life.